# Altmärkische Höhe
Altmärkische Höhe è un comune tedesco di 1 813 abitanti, situato nel land della Sassonia-Anhalt.
Il comune è stato costituito il 1º gennaio del 2010 dalla fusione dei comuni di Boock, Bretsch, Gagel, Heiligenfelde, Kossebau, Losse e Lückstedt.